# Guldmantella
Guldmantella (Mantella aurantiaca) är en groda som tillhör familjen Mantellidae och finns på Madagaskar. 

## Beskrivning
En liten, men kraftigt byggd groda som är gulorange på ovansidan, även om vissa populationer kan ha en dragning åt en mer rödorange kulör. Insidan av bakbenen kan ha röda strimmor. Buken har samma färg som ovansidan, fast ljusare. Bukhuden är dessutom halvgenomskinlig, så att vissa av de inre organen kan anas. Ögonen är kolsvarta. Längden är vanligen mellan 19 och 24 mm, honorna sällan upp till 31 mm. 

## Utbredning
Guldmantellan finns endast i ett mycket begränsat område på östra-centrala Madagaskar.

## Ekologi
Grodan lever endast i regnskog, vanligen i fuktiga, sumpiga Skruvpalms- (Pandanus)-skogar. Den håller sig gärna till mera höglänta områden på omkring 900 meters höjd. Den är marklevande, men håller sig gärna nära träsk och liknande vattensamlingar. Födan består av mindre leddjur som bland annat hoppstjärtar och bladlöss.
Guldmantellan är mycket giftig, med ett flertal alkaloider och andra gifter i huden. Giftet erhålls ur födan; grodor i fångenskap som inte får giftig föda, utvecklar inte heller några hudgifter.
Livslängden är omkring 8 år.

### Fortplantning
Parningsuppvaktningen sker under stockar, bark eller stenar. Själva äggläggningen sker därefter på land, nära vatten bland fuktiga löv, där honan lägger 20 till 60 ägg. Dessa kläcks efter 2 till 6 dagar, varefter ynglen antingen kravlar ner till vattensamlingen på egen hand, eller sköljs dit av regnstormar. Grodynglen livnär sig framför allt på alger och annan vegetabilisk föda. Efter mellan 6 och 8 veckor förvandlas de. Könsmognad uppnås efter ungefär ett år.
Trots att amplexus, hanens parningsomfamnling av honan, som hos vattenlekande grodor säkerställer att hanen befruktar äggen just när de läggs, inte behövs hos denna art som parar sig och lägger ägg på land, finns den ännu kvar hos arten.

## Status
Guldmantellan är klassificerad som akut hotad ("CR", underklassificering "B2ab(iii,v)") av IUCN. Främsta hotet är habitatförlust till följd av nyodling, skogsavverkning och byggnation. Ett 30-tal zoologiska trädgårdar och liknande institutioner föder upp den i fångenskap.